# NGC 5102
NGC 5102 (Известна как "Призрак йоты", другие обозначения — ESO 382-50, MCG -6-29-31, AM 1319-362, IRAS13191-3622, PGC 46674) — галактика в созвездии Центавр.
Этот объект входит в число перечисленных в оригинальной редакции «Нового общего каталога».